# Azoamicus ciliaticola
Azoamicus ciliaticola — вид грамнегативних протеобактерій. Описаний у 2021 році.

## Екологія
Ізольований в озері Цуг у Швейцарії. Вид є облігатним ендосимбіонтом з анаеробних прісноводних інфузорій з класу Plagiopylea. Він має сильно зменшений геном, розміром 0,29 млн пар основа. Значна частина цього геному призначена виробництву енергії. A. ciliaticola містить повний набір генів для денітрифікації і, таким чином, вид є першим спостережуваним облігатним ендосимбіонтом, що отримує енергію таким шляхом. З іншого боку бактерія генерує АТФ та забезпечує ним інфузорію. Таким чином, A. ciliaticola виконує функції, подібні до мітохондрій.